# تنها در برلین (فیلم)
تنها در برلین (انگلیسی: Alone in Berlin)، فیلمی در ژانر درامِ زندگینامه‌ای و جنگی به کارگردانی وینسنت پرز است که در سال ۲۰۱۶ منتشر شد. در این فیلم انگلیسی‌زبان، بازیگران بنامی چون برندان گلیسن، اما تامپسن، دانیل برول و برندن گلیسون بازی می‌کنند. تصویربربرداری فیلم ۲۷ مارس ۲۰۱۵ در برلین آغاز شد. فیلم در نخستین حضور جهانی، در میان ۲۳ مدعی دریافت جایزهٔ خرس طلایی در شصت و ششمین جشنواره بین‌المللی فیلم برلین جای گرفت.
تنها در برلین با الهام از زندگی اتو و الیزه همپل تهیه شده که در بحبوحهٔ جنگ جهانی دوم به مقاومت علیه رژیم نازی در برلین برمی‌خیزند. فیلم به سرگذشت این زن و شوهر می‌پردازد که در این شهر تحت حکومت نازی در دوران جنگ جهانی دوم، تلاش می‌کنند علیه آدولف هیتلر و تبلیغات رایش سوم مبارزه کنند. این فیلم اقتباسی از کتابی به قلم هانس فالاداست که در سال ۱۹۴۷ میلادی منتشر شده و داستان زوجی را روایت می‌کند که در نهایت، در سال ۱۹۴۳ میلادی به دلیل فعالیت ضد هیتلری توسط گشتاپو اعدام شدند.

## بازیگران
- اما تامسون در نقش Anna Quangel[۳]
- برندن گلیسون در نقش Otto Quangel[۵]
- دانیل برول در نقش Escherich[۶]
- یاکوب ماتچنز
- مونیک شومت
- ایموگن کوگه
- لوئیس هافمن